# با هم (فیلم ۲۰۲۵)
با هم (انگلیسی: Together) یک فیلم ترسناک تخیلی محصول سال ۲۰۲۵ به نویسندگی و کارگردانی مایکل شنکس، در اولین کارگردانی خود، با بازی دیو فرانکو، الیسون بری و دیمون هریمن است.
این فیلم برای اولین بار در بخش نیمه شب جشنواره فیلم ساندنس ۲۰۲۵ در ۲۶ ژانویه ۲۰۲۵ به نمایش درآمد. تبلیغات دهان به دهان مثبت پس از اولین نمایش آن، علاقه زیادی را در میان شرکت‌هایی از جمله اپل تی‌وی پلاس، ای۲۴، نئون و آمازون ام‌جی‌ام استودیوز برانگیخت. نئون متعاقباً حق پخش جهانی فیلم را به مبلغ ۱۷ میلیون دلار به دست آورد، اولین فروش عمده در جشنواره فیلم ساندنس ۲۰۲۵، و برنامه‌ریزی آن را برای اکران در سینماها در ایالات متحده در تاریخ ۱ اوت ۲۰۲۵ برنامه‌ریزی کرد.

## داستان
پیش از رفتن، میلی از تیم خواستگاری می‌کند، اما تیم در برابر دوستانشان سکوت می‌کند و او را شرم‌زده می‌سازد. پس از سقوط تصادفی در یک غار و اقامت شبانه در آن، رفتارهای عجیبی میان آن‌ها آغاز می‌شود: از چسبندگی موقت پاها تا کشش غیرقابل کنترل جسمی میان‌شان.
با ورود جیمی، همکار میلی، مشخص می‌شود غار پیش‌تر معبدی برای مراسمات رازآلود بوده است. روابط جسمی میلی و تیم به‌مرور باعث چسبندگی فیزیکی دردناک آن‌ها می‌شود. جیمی با اشاره به نظریه "نیمه‌گمشده" اریستوفان، ادغام عاشقانه را طبیعی جلوه می‌دهد. تیم با تحقیقاتش متوجه سرنوشت مرموز زوجی دیگر در همان غار می‌شود.
بدن تیم و میلی بارها در هم تنیده شده، اما با ترس، مقاومت می‌کنند. در نهایت، تیم برای نجات میلی خود را قربانی می‌کند و سپس با او یکی می‌شود. در پایان، پدر و مادر میلی با موجودی آندروژن و ناآشنا در خانه مواجه می‌شوند، نمادی از وصال نهایی در قالبی وحشتناک و عاشقانه.

## بازخوردها
در وب‌سایت جمع‌آوری نقد راتن تومیتوز بر اساس رای ۱۸ منتقد، با میانگین امتیاز ۷٫۲ از ۱۰ مثبت است.